# Frederic (Wisconsin)
Frederic – wieś w Stanach Zjednoczonych, w stanie Wisconsin, w hrabstwie Polk.